# Art rupestre de la Ruta los Estrechos
L' Art rupestre de la Ruta los Estrechos est un site archéologique situé dans la commune de Albalate del Arzobispo, comarque de Bajo Martín dans la province de Teruel,.
Les abris sous roche abritent des peintures rupestres de thèmes variés de l'art levantin, d'Art schématique ibérique et de gravures, faisant partie de l'ensemble de l'Art rupestre du bassin méditerranéen de la péninsule Ibérique déclaré patrimoine mondial par l'UNESCO en 1998 (réf. 874-643). Il est protégé comme Bien d'Intérêt Culturel et fait partie du Parc culturel de la rivière Martín.

## Description

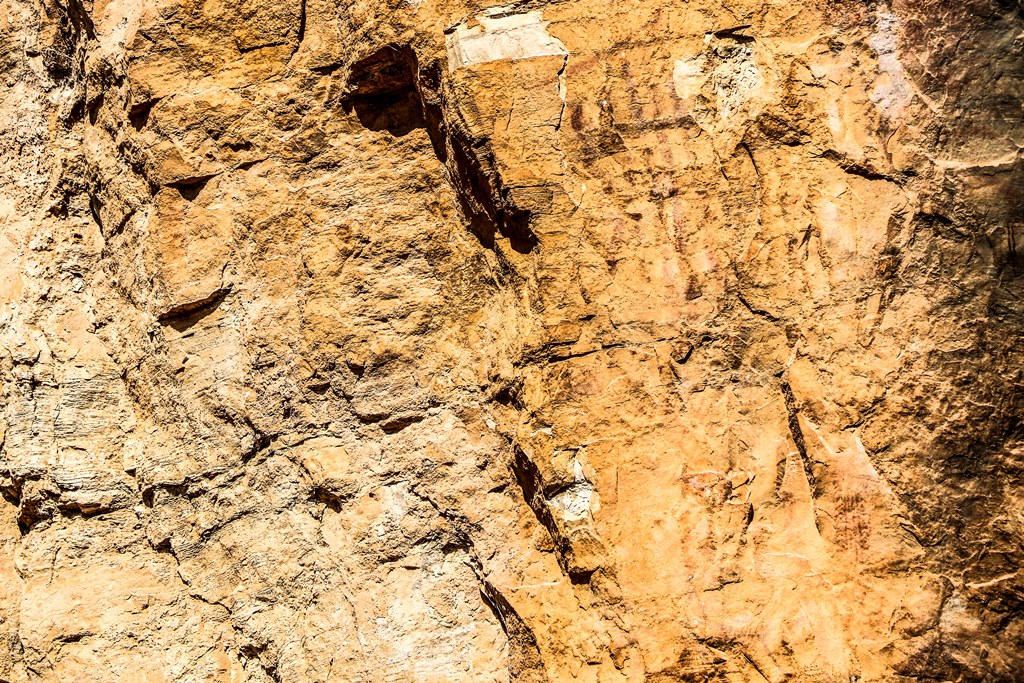
Abri de los Chaparros

La route des détroits de la rivière Martín (Ruta los Estrechos) présente plusieurs manifestations d'art rupestre parmi les spectaculaires ravins sculptés par la rivière dans la roche de la Sierra de Arcos. Il s'agit d'un itinéraire bien balisé de 8,3 km avec départ et arrivée au pont de Batán entre Albalate del Arzobispo et Ariño le long de l'autoroute A-1401.

### Los Chaparros
Les peintures de Los Chaparros I sont présentes dans diverses cavités peu profondes contenant des peintures rupestres de différentes époques. On distingue des peintures aux fines lignes géométriques de style linéaire-géométrique et de couleur rouge clair et délavé, qui seraient les plus anciennes. D'autres figures levantines s'y superposent, qui oscillent entre une couleur violette et un rouge vif. Aux extrémités de l'abri se trouvent des figures schématiques. Il contient des représentations de figures arborescentes, de quadrupèdes, d'archers, de femmes enceintes et de signes schématiques.
L'abri Los Chaparros II contient un panneau avec des gravures rupestres. Il existe une vingtaine de motifs tels que des chiffres et des lettres individuelles, des barres, des croix latines, des gravures par écaillage et abrasion. Ils représentent des notions pastorales et sont datés entre la fin du Moyen Âge et le XIXe siècle .

### Los Estrechos
Les abris de Los Estrechos sont composés de plusieurs panneaux à figures rouges et noires, levantines et schématiques avec des représentations d'anthropomorphes montés sur des quadrupèdes, ainsi que d'autres personnages.